# Ragged Glory
| Recensione     | Giudizio |
| -------------- | -------- |
| AllMusic       |          |
| Rolling Stone  |          |
| Piero Scaruffi |          |

Ragged Glory è un album musicale di Neil Young pubblicato nel 1990 dalla Reprise Records.

## Il disco
Dopo Freedom, questo è un altro disco considerevole perché pieno di energia. È considerato molto importante all'interno del genere grunge (specie per il brano Fuckin' Up) di cui Young è considerato il "padrino".
Il disco è il più elettrico del canadese, con l'uso di "feedback" e distorsioni dalla prima all'ultima canzone, nonostante ciò vi è un'atmosfera gioiosa ed agreste. Sono presenti due cover: Farmer John (classico degli anni sessanta) e Mother Earth che sulla melodia della nota canzone folk inglese del Seicento The Water is Wilde (detta anche O Waly Waly) ha un testo ambientalista riscritto da Neil.
Alcune canzoni saranno presenti in una versione ancora più energica nel successivo disco, il live Arc/Weld.

## Tracce
- Tutti i brani sono opera diNeil Young eccetto Farmer John.

1. Country Home - 7:05
2. White Line - 2:57
3. Fuckin' Up - 5:54
4. Over And Over - 8:28
5. Love To Burn - 10:00
6. Farmer John (Don Harris, Dewey Terry) - 4:14
7. Mansion On The Hill - 4:48
8. Days That Used To Be - 3:42
9. Love And Only Love - 10:18
10. Mother Earth (Natural Anthem) - 5:11

## Formazione
- Neil Young - chitarra e voce
- Crazy Horse:
Frank Sampedro - chitarra e voce
Billy Talbot - basso e voce
Ralph Molina - batteria e voce